# 구마몬의 IC CARD
구마몬의 IC CARD(일본어: くまモンのIC CARD)는 일본 구마모토현 내의 철도 및 버스 사업자에서 도입하고 있는 비접촉형 IC 카드 승차권이다. 이미지 캐릭터는 구마몬이며, 정식 명칭은 구마모토 지역 진흥 IC 카드다.
소니의 비접촉형 IC 카드 FeliCa 기술을 이용한 IC 승차 카드로, 2015년 4월 1일에 구마모토현 내에 본사가 있는 규슈 산코 버스, 산코 버스, 구마모토 전기철도, 구마모토 버스, 구마모토 도시 버스가 도입했다. 각 회사의 노선버스 및 구마모토 전기철도의 전철에서 사용할 수 있다. 전자 화폐 기능도 가지고 있으며, 가맹점의 상업 시설에서 이용 가능하다.